# Pottia stenocarpa
Pottia stenocarpa är en bladmossart som beskrevs av Potier de la Varde 1926. Pottia stenocarpa ingår i släktet Pottia och familjen Pottiaceae. Inga underarter finns listade i Catalogue of Life.